# Olga Radde-Fomina
Olga Nicolaevna Radde-Fomina (en ruso: Ольга Николаевна Радде-Фомина, 1876-1963 en Füssen, Alemania) fue una botánica rusa de origen armenia.